# چیلتون (تگزاس)
چیلتون، تگزاس(به انگلیسی: Chilton, Texas) شهری در ایالت تگزاس از ایالات جنوبی ایالات متحده آمریکا است.